# 抗結劑
抗結劑又稱抗结块剂，是一种食品添加剂，它的作用是防止食品结块或粘连。它一般放在粉末状或颗粒状食物中，如食盐或糖果。還有一些抗结块剂的作用是吸收多余的水分，例如矽酸鈣（CaSiO3）添加到食盐中後，既能吸收水又能吸收油。抗结块剂还能用于非食品，例如路盐、肥料、化妝品、合成清洁剂。
一些研究表明，抗结剂可能对食物的营养成分产生负面影响，例如大多数抗结块剂会导致添加到食物中的维生素C降解和流失。

## 示例
盐中的抗结剂在成分中表示，如“抗结剂(554)”，即硅铝酸钠。该产品存在于许多商业食盐以及奶粉、鸡蛋混合物、糖制品、面粉和香料中。在欧洲，亚铁氰化钠 (535) 和亚铁氰化钾 (536) 是食盐中更常见的抗结块剂。更昂贵的食盐中使用的“天然”抗结剂包括碳酸钙和碳酸镁。

## 抗结剂列表
最广泛使用的抗结剂包括钙和镁的硬脂酸盐、二氧化硅和各种硅酸盐、滑石粉以及面粉和淀粉。食盐中使用亚铁氰酸盐。以下抗结剂按其在国际食品法典中的编码顺序列出。
- 341 磷酸三钙
- 460(ii) 粉末纤维素
- 470b 硬脂酸镁
- 500 碳酸氢钠
- 535 亚铁氰化钠
- 536 亚铁氰化钾
- 538 亚铁氰化钙
- 542 骨磷酸盐（如磷酸钙）
- 550 硅酸钠
- 551 二氧化硅
- 552 硅酸钙
- 553a 三硅酸镁
- 553b 滑石粉
- 554 硅铝酸钠
- 555 硅铝酸钾
- 556 硅铝酸钙
- 558 膨润土
- 559 硅酸铝
- 570 硬脂酸
- 900 聚二甲基硅氧烷